# Morskoj ochotnik
Morskoj ochotnik (Морской охотник) è un film del 1954 diretto da Vladimir Viktorovič Nemoljaev.